# Marcelo Trobbiani
Marcelo Antonio Trobbiani (* 17. Februar 1955 in Casilda) ist ein ehemaliger argentinischer Fußballspieler und späterer -trainer.

## Spielerkarriere

### Vereinskarriere
Marcelo Trobbiani begann seine fußballerische Laufbahn im Jahre 1973 bei den Boca Juniors in Argentiniens Hauptstadt Buenos Aires. Für Boca machte er in vier Jahren 107 Spiele in der Primera División, der höchsten Liga im argentinischen Fußball, und erzielte 26 Tore. Der Gewinn einer Meisterschaft gelang nicht. 1976 verließ Trobbiani die Boca Juniors und auch Argentinien und schloss sich dem FC Elche in Spanien an. Bei dem Verein, der zum Zeitpunkt von Trobbianis Wechsel im Mittelfeld der Primera División anzutreffen war, spielte er insgesamt 126 Mal im Ligabetrieb und schoss 40 Tore. Nachdem der FC Elche in der Saison 1977/78 abgestiegen war und in den beiden folgenden Spielzeiten der Wiederaufstieg nicht glückte, wechselte Trobbiani 1980 zum Ligakonkurrenten Real Saragossa, von wo aus er nach nur fünfzehn Einsätzen zurück zu den Boca Juniors ging. Nach nur einem Jahr bei seinem alten Verein schloss er sich 1982 Estudiantes de La Plata an. Mit dem Verein, der ein gutes Jahrzehnt zuvor dreimal in Serie die Copa Libertadores gewonnen hatte, gewann Trobbiani 1982 seine erste und auch einzige argentinische Fußballmeisterschaft. Im Metropolitano-Wettbewerb belegte das Team von Trainer Carlos Bilardo den ersten Platz mit zwei Punkten Vorsprung auf Independiente Avellaneda. Für Estudiantes machte Trobbiani in vier Jahren 115 Spiele in der ersten Liga und erzielte siebzehn Tore. Nach seiner Zeit bei Estudiantes de La Plata folgten für Marcelo Trobbiani zahlreiche Stationen in relativ wenigen Jahren. So spielte er unter anderem noch einmal für Elche und ebenfalls ein weiteres Mal für Estudiantes, aber auch für den kolumbianischen Spitzenverein CD Los Millonarios oder CD Cobreloa in Chile. 1990 gelang ihm, aktiv bei Barcelona SC Guayaquil in Ecuador, der Einzug ins Endspiel um die Copa Libertadores, nachdem man zuvor unter anderem den Lokalrivalen CS Emelec und den argentinischen Rekordmeister River Plate besiegt hatte. Im Finale unterlag die Mannschaft von Trainer Miguel Brindisi dem paraguayischen Vertreter Club Olimpia mit 0:2 im Estadio Defensores del Chaco in Asunción, ein 1:1-Unentschieden im Rückspiel im Estadio Monumental in Guayaquil reichte nicht zum Finalsieg. Trobbiani wurde in beiden Finalspielen eingesetzt, im Rückspiel gelang ihm der Treffer zum 1:0 in der 62. Spielminute. Danach spielte er noch weitere zwei Jahre für Barcelona SC, ehe er zurück nach Argentinien ging und bei CA Talleres in Córdoba seine Karriere beendete.

### Nationalmannschaft
Marcelo Trobbiani machte zwischen 1974 und 1986 fünfzehn Länderspiele in der argentinischen Fußballnationalmannschaft. 1986 wurde er von Argentiniens Nationaltrainer Dr. Carlos Bilardo ins Aufgebot für die Fußball-Weltmeisterschaft in Mexiko berufen, wobei er von vornherein nur als Reservist mit nach Mittelamerika fuhr. Da sich keiner der Stammkräfte verletzte, wurde Trobbiani auch nur in einem Spiel eingesetzt, welches aber auch gleich das wichtigste im ganzen Turnier war. Im Endspiel gegen Deutschland, wo Argentinien durch einen 3:2-Sieg zum zweiten Mal Fußball-Weltmeister wurde, kam er in der 90. Spielminute für Jorge Burruchaga.

## Trainerkarriere
Nach dem Ende seiner aktiven Karriere wurde Marcelo Trobbiani Fußballtrainer, er coachte unter anderem den peruanischen Rekordmeister Universitario de Deportes, CD Cobreloa sowie Cienciano del Cuzco, wo er seit 2009 an der Seitenlinie als Verantwortlicher fungiert. Außerdem wirkte er von 2006 bis 2008 als Co-Trainer bei den Boca Juniors.
Seit 2018 koordiniert Trobbiani die Jugendabteilung des Barcelona Sporting Club.